# Tracking shot

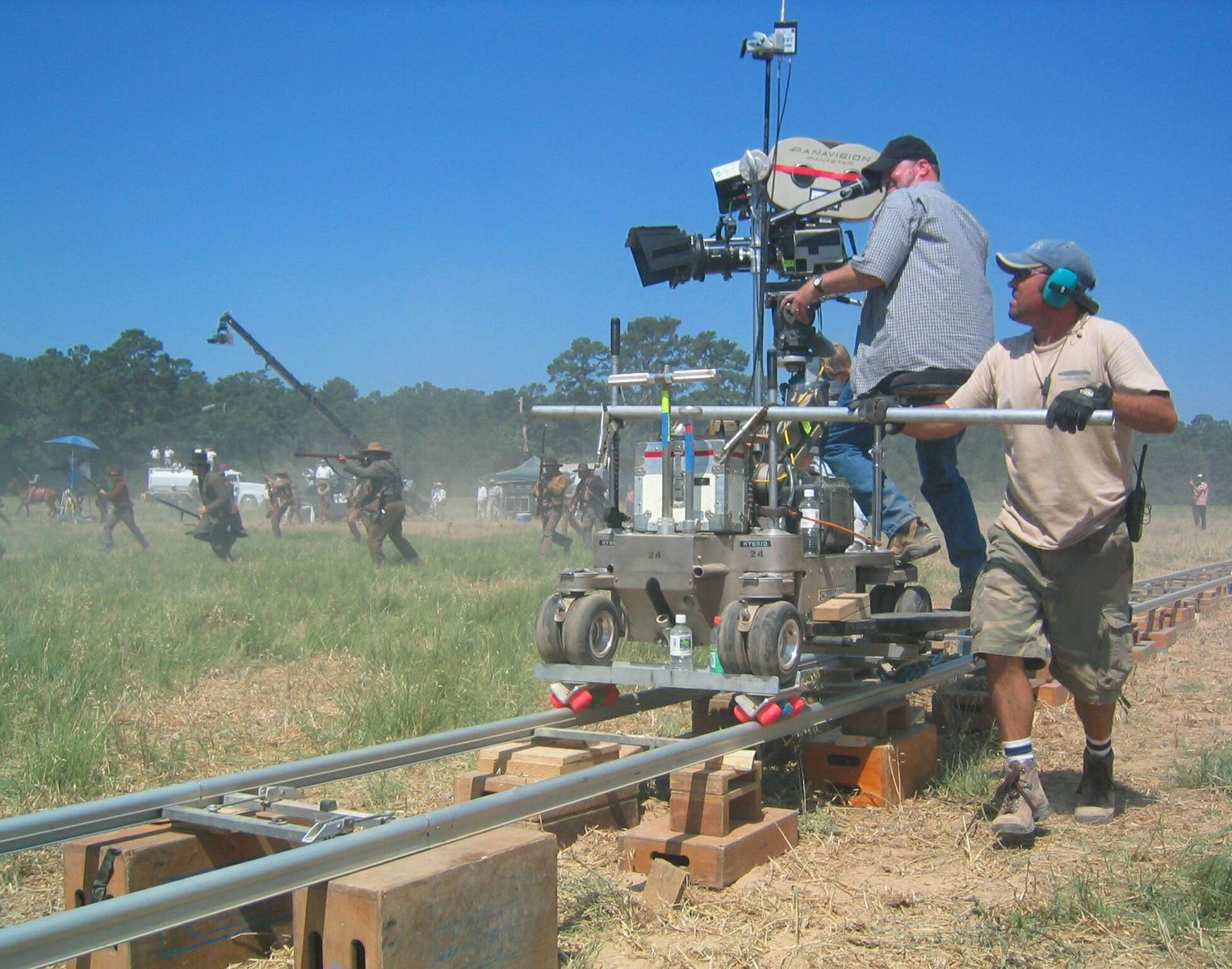
Tijdens het filmen van The Alamo werd een tracking shot gebruikt tijdens een vechtscène.

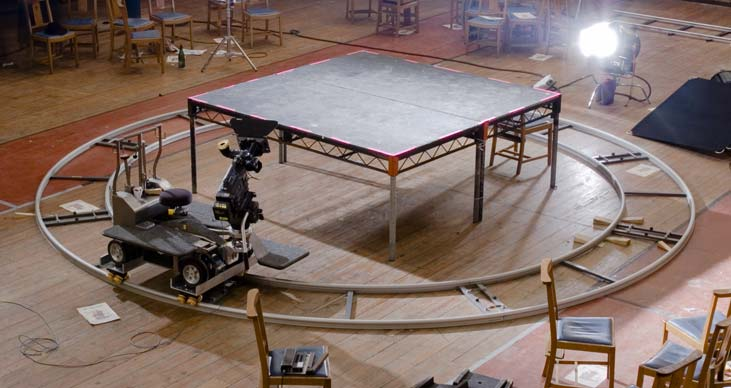
De rails van een rond tracking shot

Een tracking shot is een filmtechniek waar de camera, op rails of wielen, naar of van het onderwerp wordt bewogen. Hierdoor wordt de camera minder geschud. Een tracking shot wordt ook wel dolly shot (een dolly is een rijdende camera) of trucking shot genoemd. Een lang en continu tracking shot kan worden gebruikt als een manier om de personages direct te introduceren.
De Italiaanse film Cabiria uit 1914, geregisseerd door Giovanni Pastrone, was de eerste populaire film waarin een tracking shot werd gebruikt. Filmmakers noemden het daarom een "Cabiria beweging", ondanks dat sommige Amerikaanse, Russische en Engelse films de techniek al eerder hadden gebruikt.
Als er tijdens een dolly shot gezoomd wordt, wordt dit shot een "dolly zoom" of vertigoshot genoemd. Dit is vernoemd naar de kerktorenscène uit Vertigo (1958) door Alfred Hitchcock, waarbij een dolly zoom werd gebruikt om duizeligheid te creëren.